# Alfred Marshall
Alfred Marshall (Bermondsey, Londres, Anglaterra 26 de juliol 1842 – 13 de juliol 1924) fou un dels economistes més influents del seu temps. Estudià a la universitat de Cambridge, on destacà per la seva aptitud en matemàtiques. El 1868 esdevingué professor d'economia política a Cambridge, i el 1879 es casà amb Mary Paley Marshall.
Va recollir les idees dels clàssics amb aportacions marginalistes dels contemporanis, realitzà una síntesi on cerca i destaca les raons i requisits d'equilibri parcial. És famosa la seva comparació de les tisores amb com són de determinants els preus per l'encontre entre l'oferta i la demanda: 
| « | Fóra igualment raonable discutir sobre si és la filada de dalt o la de baix la que talla el paper, com si és la utilitat o la despesa de producció allò que determina el valor | » |

El seu llibre, Principles of Economics (1890) desenvolupà les teories d'oferta i demanda, d'utilitat marginal i de les despeses de producció en un tot coherent. Entre els seus deixebles s'hi troben Arthur Cecil Pigou i Irving Fisher.

## Obres

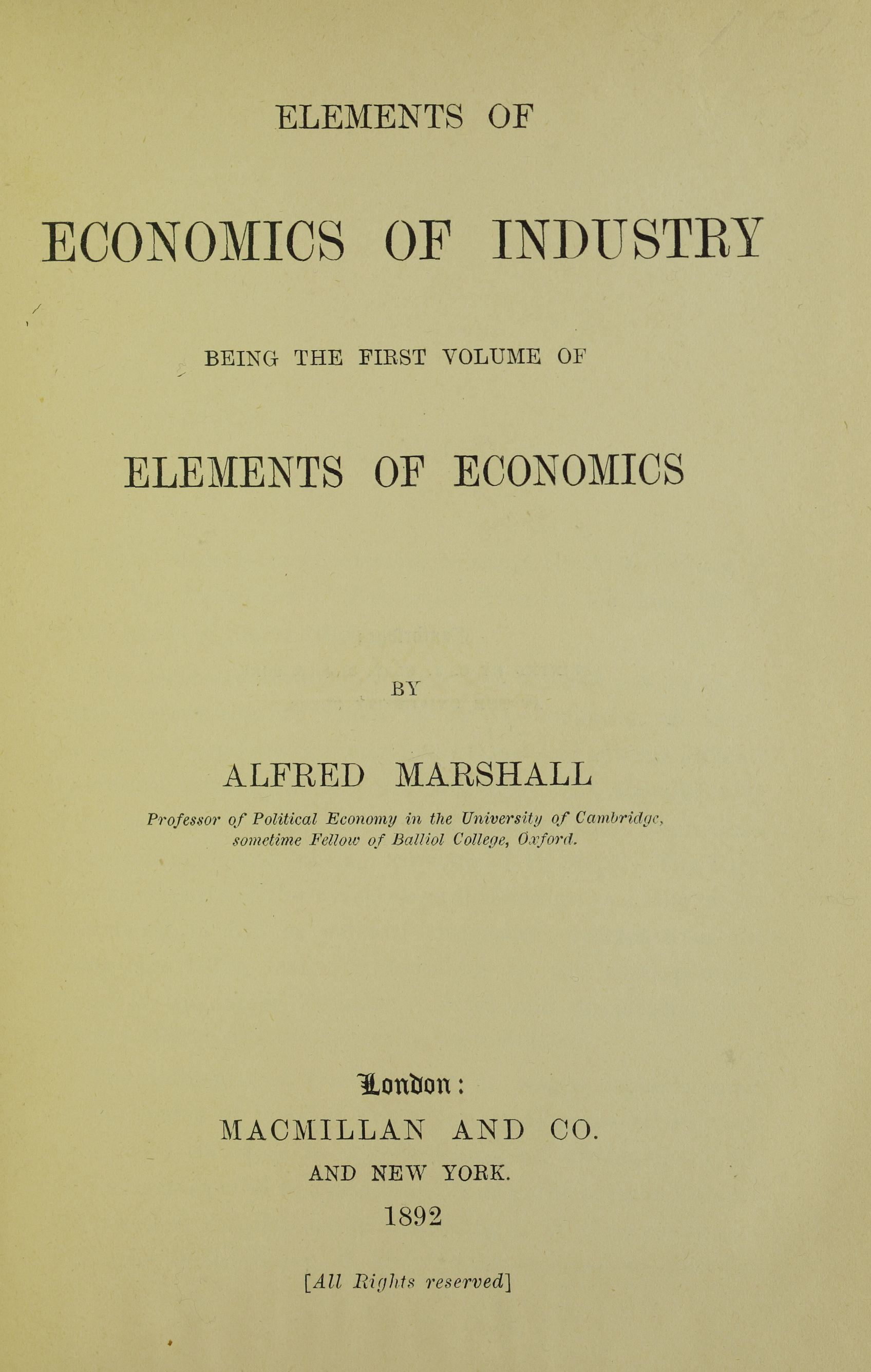
Elements of economics of industry, 1892

- Mr Jevons's Theory of Political Economy, 1872.
- A Note on Jevons, 1874, Academy.
- The Economics of Industry, amb Mary Paley Marshall, 1879.
- The Pure Theory of Foreign Trade, 1879.
- The Pure Theory of Domestic Values, 1879.
- The Present Position of Economics, 1885.
- Remedies for Fluctuations of General Prices, 1887, a Contemporary Review
- Principles of Economics: an introductory text, 1890.
- Some Aspects of Competition", 1891, a Report of British Association for Advancement of Science.
- Elements of the Economic of Industry, 1892.
- The Poor Law in Relation to State-Aided Pensions, 1892, EJ
- On Rent, 1893, EJ.
- The Old Generation of Economists and the New, 1897, QJE.
- Mechanical and Biological Analogies in Economics, 1898, EJ.
- Distribution and Exchange, 1898, EJ.
- A Plea for the Creation of a Curriculum in Economics and Associated Branches of Political Science, 1902.
- The Social Possibilities of Economic Chivalry, 1907, EJ.
- National Taxation After the War, 1917, a Dawson, editor, After-War Problems.
- Industry and Trade, 1919.
- Money, Credit and Commerce, 1923.